# Ĝ

Ĝ أو ĝ (حرف G بمدة معقوفة) هو حرف صامت في قواعد كتابة الإسبرانتو.

## Ĝ
يمثل الحرف صوتاً لثوياً غارياً صامتاً موقوفاً احتكاكياً (إما صوت حنكي غاري صامت أو صوت ارتداي), وهو يعادل اللثوي الغاري المزجي المجهور /dʒ/ أو الـ "voiced retroflex affricate" /dʐ/.
في حين تستخدم قواعد الكتابة في الإسبرانتو الشكلة من أجل الحروف الصامتة اللثوية الغارية الأربعة, كما تفعل الأبجديات السلافية المستندة إلى اللاتينية, إلا أن الحروف الأساسية هي رومانية جرمانية. حرف Ĝ يستند إلى الحرف g, والذي يأتي في الإنجليزية والإطالية قبل حرفي i وe, للحفاظ على شكل أفضل للحروف المقترضة من تلك اللغات (مثل ĝenerala من general) عم يمكن للحرف السلافي đ أن يفعله.

## استخدامات Ĝ
- في الهيادا (Haida) - لغة معزولة - كان يستخدم الحرف ĝ لتمثيل الحرف الحلقي الاحتكاكي المجهور /ɡˤ/.
- في الأليوشية - لغة إسكيمو-أليوشية - يمثل الحرف ĝ اللهوي الاحتكاكي المجهور /ʁ/. الحرف المهموس الأليوشي المقابل يمثله الحرف x̂.
- في الهولندية, الحرف ĝ يستخدم في بعض كتب العبارات والقواميس للمساعدة في النطق. يمثل الانفجاري [ ɡ ], لأن g ينطق كالاحتكاكي [ ɣ ] في الهولندية.
- في بعض المدونات السومرية, يستخدم ĝ لتمثيل الأنفي الطبقية [ ŋ ].